# Mihnea Ier cel Rău
Mihnea Ier cel Rău (le mauvais) (né avant 1462 (?) - mort à Sibiu le 12 mars 1510), prince de Valachie d'avril 1508 au 29 octobre 1509.

## Origine
L'origine de Mihnea fait l'objet de plusieurs hypothèses contradictoires :
Selon Matei Cazacu il est le fils aîné de Vlad III l'Empaleur né d'une inconnue bien avant 1462. Entre 1456 et 1458, il est otage à Constantinople pendant le premier règne de son père il parvient à s'enfuir après la destitution de ce dernier en 1462 et à se réfugier en Hongrie.
Selon les généalogies Europäische Stammtafeln, Mihnea est issu de l'union de Vald III avec une cousine anonyme du roi Mathias Corvin donc né pendant sa captivité en Hongrie. Le fils donné comme otage à la Sublime Porte serait un certain Mihail, né d'une première union avec une anonyme et vivant à Buda en 1485.
En tout état de cause Mihnea réside encore en Hongrie en 1482-1483.

## Règne
Son bref règne en Valachie n'est qu'une longue lutte contre Danciul, fils de Basarab IV Țepeluș cel Tânăr et prétendant au trône soutenu par la Hongrie et les boyards et particulièrement contre ceux de la puissante famille des Craiovescu. Il est expulsé du trône, à leur demande, par ordre du Sultan.
Réfugié en Transylvanie à Sibiu, il se convertit au catholicisme et est assassiné, à la suite d'une vengeance personnelle, le 12 mars 1510 par Danciul fils de Basarab IV Țepeluș cel Tânăr et Démètre Jaksic et ses hommes, alors qu'il sortait de la messe. Il est inhumé dans l'église Sainte Croix des Dominicains de la ville.

## Unions et postérité
Mihnea Ier cel Rău avait épousé :
1) Smaranda, morte en 1485, dont il a :
- Mircea IV Miloș, prince de Valachie ;
- Miloș, né 1480, otage à Constantinople assassiné en 1519 sur l'ordre du Sultan ;

2) Voica din Izvorani, morte après 1510, dont il a :
- Ruxandra, mariée en 1511 avec le boyard  Dragomir puis le 15 août 1513 avec le prince de Moldavie Bogdan III cel Orb.